# Jungcheon de Goguryeo
Rey Jungcheon de Goguryeo (224–270, r. 248–270) fue el duodécimo gobernante de Goguryeo, uno de los Tres Reinos de Corea.

## Biografía
Jungcheon era hijo del rey Rey Dongcheon, proclamándose heredero en el 17° año de su padre. Al morir Dongcheon, Jungcheon ascendió al trono en 248. En el undécimo mes de su reinado, sus hermanos menores, Go Ye-mul, Go Sa-gu y otros vasallos intentaron rebelarse, pero fueron ejecutados.
Se casó con Lady Yeon, probablemente de la región (bu) Yeonna. En 251, Jungcheon conoció a una mujer de gran belleza, con muy larga pelo negro en la región de Gwanna. Las dos mujeres del rey no congenieron, tratando de eliminarse mutuamente. Finalmente, Lady Gwanna murió ahogada en el mar Amarillo. A pesar de haber un hijo entre Lady Gwanna y el rey, nunca tuvo oportunidad de ser el heredero, y en 255, Yak-ro, un hijo de Lady Yeon ascendió a príncipe heredero, convirtiéndose luego en rey Seocheon de Goguryeo.
En 259, el general, Wei Chijie del reino chino de Wei invadió Goguryeo, pero Jungcheon envió a 5.000 caballeros a la región de Yangmaek, matando a unos 8.000 enemigos.
En 270, Jungcheon murió a la edad de 46, y fue enterrado en Jungcheonji-won. que deriva su denominación de su nombre póstumo.